# Bruno Barticciotto
 (Las Condes, 7 maggio 2001) è un calciatore cileno, attaccante del  Santos Laguna in prestito dal  Talleres (C).

## Biografia
Nato in Cile, suo padre è l'ex calciatore argentino Marcelo Barticciotto.

## Carriera

### Club
Cresciuto nelle giovanili del Colo-Colo e dell'Universidad Católica, nel 2021 fu ceduto in prestito al Palestino, con cuì debuttò in Primera División cilena il 18 marzo 2021 contro il Dep. Antofagasta, andando anche a segno con un gol.

### Nazionale
Ha giocato nella nazionale cilena Under-20.
Fa il suo esordio in nazionale maggiore nell'amichevole vinta 5-0 contro la Repubblica Dominicana del 16 giugno 2023, siglando una doppietta.

## Statistiche
Statistiche aggiornate al 28 novembre 2021.

### Presenze e reti nei club
| Stagione                    | Squadra                     | Campionato                  | Campionato | Campionato | Coppe nazionali | Coppe nazionali | Coppe nazionali | Coppe continentali | Coppe continentali | Coppe continentali | Altre coppe | Altre coppe | Altre coppe | Totale | Totale | Totale |
| Stagione                    | Squadra                     | Comp                        | Pres       | Reti       | Comp            | Pres            | Reti            | Comp               | Pres               | Reti               | Comp        | Pres        | Reti        | Pres   | Reti   |        |
| --------------------------- | --------------------------- | --------------------------- | ---------- | ---------- | --------------- | --------------- | --------------- | ------------------ | ------------------ | ------------------ | ----------- | ----------- | ----------- | ------ | ------ | ------ |
| 2021                        | Palestino                   | PD                          | 25         | 2          | CC              | 6               | 3               | CS                 | 6                  | 0                  | -           | -           | -           | 37     | 5      |        |
| Totale Palestino            | Totale Palestino            | Totale Palestino            | 25         | 2          |                 | 6               | 3               |                    | 6                  | 0                  |             | 0           | 0           | 37     | 5      |        |
| 2022                        | Universidad Católica        | PD                          | 0          | 0          | -               | -               | -               | -                  | -                  | -                  | SS          | 0           | 0           | 0      | 0      |        |
| Totale Universidad Católica | Totale Universidad Católica | Totale Universidad Católica | 0          | 0          |                 | -               | -               |                    | 0                  | 0                  |             | 0           | 0           | 0      | 0      |        |
| Totale carriera             | Totale carriera             | Totale carriera             | 25         | 2          |                 | 6               | 3               |                    | 6                  | 0                  |             | 0           | 0           | 37     | 5      |        |

### Cronologia presenze e reti in nazionale
| Cronologia completa delle presenze e delle reti in nazionale ― Cile | Cronologia completa delle presenze e delle reti in nazionale ― Cile | Cronologia completa delle presenze e delle reti in nazionale ― Cile | Cronologia completa delle presenze e delle reti in nazionale ― Cile | Cronologia completa delle presenze e delle reti in nazionale ― Cile | Cronologia completa delle presenze e delle reti in nazionale ― Cile | Cronologia completa delle presenze e delle reti in nazionale ― Cile | Cronologia completa delle presenze e delle reti in nazionale ― Cile |
| Data                                                                | Città                                                               | In casa                                                             | Risultato                                                           | Ospiti                                                              | Competizione                                                        | Reti                                                                | Note                                                                |
| ------------------------------------------------------------------- | ------------------------------------------------------------------- | ------------------------------------------------------------------- | ------------------------------------------------------------------- | ------------------------------------------------------------------- | ------------------------------------------------------------------- | ------------------------------------------------------------------- | ------------------------------------------------------------------- |
| 16-6-2023                                                           | Viña del Mar                                                        | Cile                                                                | 5 – 0                                                               | Rep. Dominicana                                                     | Amichevole                                                          | 2                                                                   |                                                                     |
| Totale                                                              |                                                                     | Presenze                                                            | 1                                                                   |                                                                     | Reti                                                                | 2                                                                   |                                                                     |

## Palmarès

### Club

#### Competizioni nazionali
- Campionato cileno: 1

Universidad Católica: 2020